# Jogos Olímpicos de Inverno de 2014
Jogos Olímpicos de Inverno de 2014, oficialmente Jogos da XXII Olimpíada de Inverno, aconteceram entre 6 e 23 de fevereiro e teve como sede principal Sóchi e como subsede o resort da Clareira Vermelha, localizados no krai de Krasnodar, na Rússia. Os Jogos Paralímpicos foram geridos pelo mesmo comitê organizador (SOGOC).
Esta foi a segunda vez que a Rússia sediou as Olimpíadas e a primeira vez que sediou os Jogos Olímpicos de Inverno. Anteriormente, o país sediou dos Jogos Olímpicos de 1980, em Moscou, enquanto ainda fazia parte da União Soviética. Sóchi foi a primeira cidade subtropical a sediar os Jogos de Inverno, sendo conhecida como destino de verão por causa do seu clima moderado.
Os Jogos foram realizados em dois clusters, o costeiro em Sóchi sediando os esportes de gelo e o das montanhas sediando os eventos de neve na Clareira Vermelha.
A preparação para os Jogos não envolveu apenas os locais de competição, mas também grandes obras nos sistemas de telecomunicações, potência elétrica, e transportes na área de Sóchi. Essas melhorias incluíram a construção de várias arenas na costa do Mar Negro, no Vale Imeretinsky, além das infraestruturas na Clareira Vermelha, que também foram novas.
Além disso, a preparação para os Jogos esteve envolvida em várias polêmicas, como o alto nível de corrupção por parte das autoridades russas, os altos níveis de poluição e os conflitos entre a comunidade LGBT e autoridades russas.
Esses foram também os primeiros Jogos Olímpicos sob a presidência do alemão Thomas Bach a frente do Comitê Olímpico Internacional (COI).

## Processo de candidatura
Na primeira fase sete cidades foram postulantes para esta edição dos Jogos: Almaty (Cazaquistão), Bonjormi (Geórgia), Jaca (Espanha), Pyeongchang (Coreia do Sul), Salzburgo (Áustria) e Sófia (Bulgária). Em 2006, o Comitê Olímpico Internacional escolheu como candidatas oficiais as veteranas em candidaturas olímpicas Salzburgo e Pyeongchang e a novata Sóchi. As finalistas se apresentaram em 4 de julho de 2007 perante os membros do COI, que elegeram a vencedora.
Como a quatro anos atrás, Pyeongchang liderou a primeira rodada, mas perdeu na segunda para Sóchi (antes perdera para Vancouver). As duas eleições foram marcadas por uma inédita semelhança na votação.
Na primeira rodada Pyeongchang recebeu 36 votos, enquanto Sóchi 34. Salzburgo foi eliminada com 25 votos. Na segunda rodada Sóchi ganhou com 51 votos, enquanto Pyeongchang teve 47.

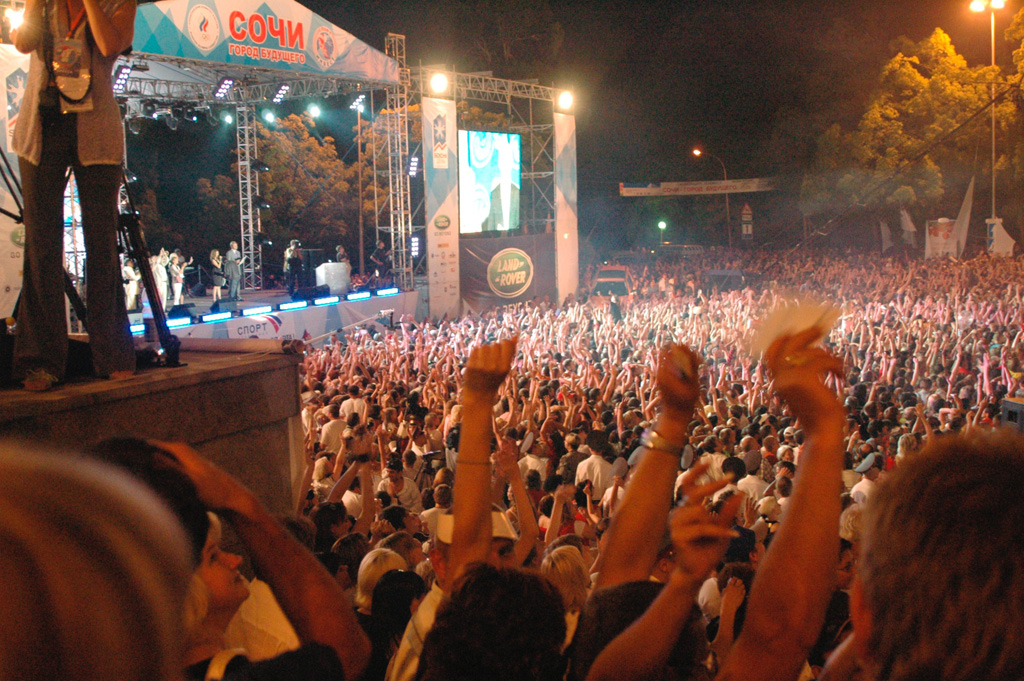
Moradores de Sóchi celebram a decisão do Comitê Internacional para ser a sede Jogos Olímpicos de Inverno de 2014.

| Resultados da eleição da cidade-sede dos XXII Jogos Olímpicos de Inverno | Resultados da eleição da cidade-sede dos XXII Jogos Olímpicos de Inverno | Resultados da eleição da cidade-sede dos XXII Jogos Olímpicos de Inverno | Resultados da eleição da cidade-sede dos XXII Jogos Olímpicos de Inverno |
| ------------------------------------------------------------------------ | ------------------------------------------------------------------------ | ------------------------------------------------------------------------ | ------------------------------------------------------------------------ |
| Cidade                                                                   | CON                                                                      | 1ª rodada                                                                | 2ª rodada                                                                |
| Sóchi                                                                    | Rússia                                                                   | 34                                                                       | 51                                                                       |
| Pyeongchang                                                              | Coreia do Sul                                                            | 36                                                                       | 47                                                                       |
| Salzburgo                                                                | Áustria                                                                  | 25                                                                       | –                                                                        |

## Revezamento da tocha
Em 29 de setembro de 2013, a tocha olímpica foi acesa em Olímpia, começando seu caminho de sete dias pela Grécia até chegar em Atenas, aonde foi entregue as autoridades russas que levaram a tocha dentro de uma lanterna até Moscou. O revezamento teve início em 7 de outubro de 2013 e iria passar por todas as 83 subdivisões federais russas. Foi o mais longo revezamento da história, indo de Caliningrado, no extremo oeste, a Península de Chukotka, no extremo leste do país, percorrendo mais de 6 800 km.
A tocha olímpica chegou ao Polo Norte pela primeira vez na história pelo maior quebra-gelo nuclear do mundo, o 50 Let Pobedy, e passeou pela primeira vez no espaço sideral. Os cosmonautas russos Oleg Kotov e Sergey Ryazansky caminharam com ela pelo lado de fora da Estação Espacial Internacional. A tocha também alcançou o pico do Monte Elbrus, e nadou pelo fundo do Lago Baikal.

## Países participantes
Um recorde de 88 países classificaram atletas para competir, batendo o recorde anterior de 82 países na última Olimpíada de Inverno, em Vancouver. O número de atletas qualificados estão listados abaixo por país. Sete países: Dominica, Malta, Paraguai, Timor-Leste, Togo, Tonga e Zimbabwe fizeram suas estreias nos Jogos Olímpicos de Inverno. Kristina Krone, qualificada para competir por Porto Rico, não participou devido o Comitê Olímpico da ilha optar por não mandá-la aos Jogos, como já ocorrera em 2010. Da mesma forma, a África do Sul decidiu não enviar o esquiador Sive Speelman para Sóchi. A Argélia também não enviou o seu único atleta qualificado, Mehdi-Selim Khelifi.

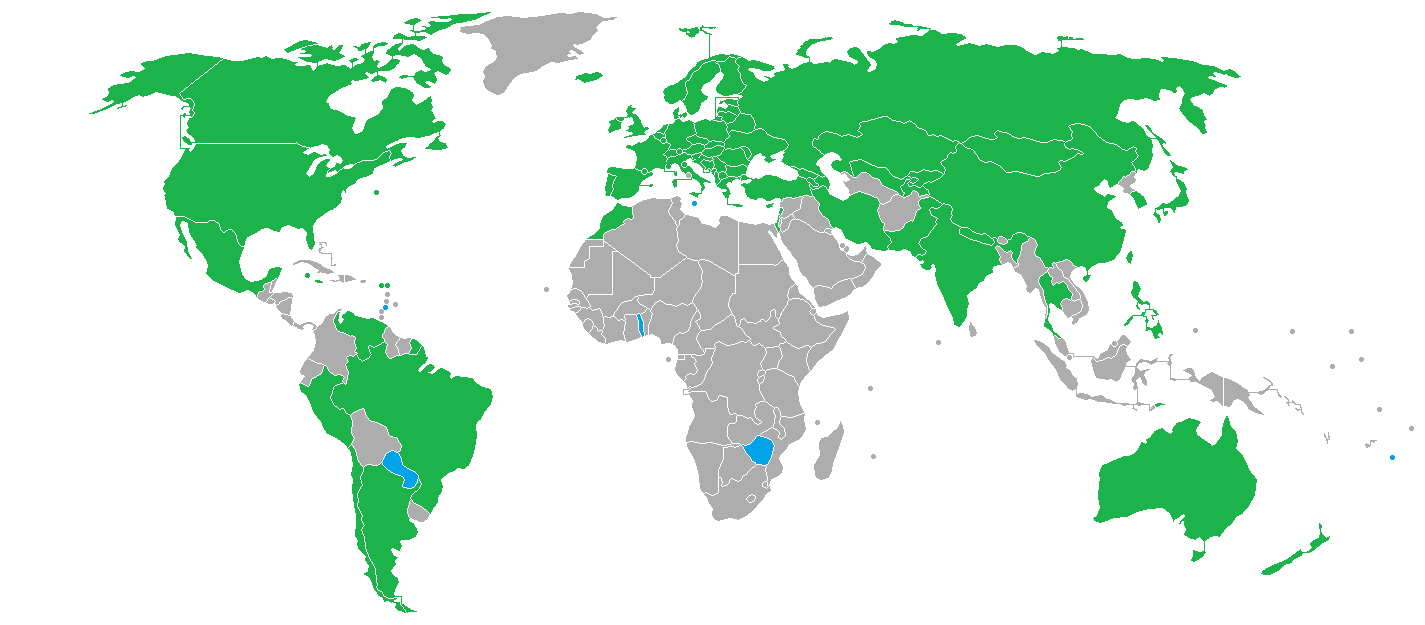
As nações que participaram dos jogos. Em azul os CONs estreantes.

| \| - ALB Albânia (2) - GER Alemanha (153) - AND Andorra (6) - ARG Argentina (7) - ARM Armênia (4) - AUS Austrália (61) - AUT Áustria (130) - AZE Azerbaijão (4) - BEL Bélgica (7) - BER Bermudas (1) - BLR Bielorrússia (24) - BIH Bósnia e Herzegovina (5) - BRA Brasil (13) - BUL Bulgária (18) - CAN Canadá (221) - KAZ Cazaquistão (52) - CHI Chile (6) - CYP Chipre (2) - CHN China (66) - KOR Coreia do Sul (71) - CRO Croácia (11) - DEN Dinamarca (12) \| - DMA Dominica (2) - SVK Eslováquia (62) - SLO Eslovênia (66) - ESP Espanha (20) - USA Estados Unidos (230) - EST Estônia (24) - PHI Filipinas (1) - FIN Finlândia (103) - FRA França (105) - GEO Geórgia (4) - GBR Grã-Bretanha (56) - GRE Grécia (7) - HKG Hong Kong (1) - HUN Hungria (16) - CAY Ilhas Cayman (1) - ISV Ilhas Virgens Americanas (1) - IVB Ilhas Virgens Britânicas (1) - IND Índia (3)[IND] - IRI Irã (5) - IRL Irlanda (5) - ISL Islândia (5) - ISR Israel (5) \| - ITA Itália (113) - JAM Jamaica (2) - JPN Japão (113) - LAT Letônia (58) - LIB Líbano (2) - LIE Liechtenstein (4) - LTU Lituânia (9) - LUX Luxemburgo (1) - MLT Malta (1) - MAR Marrocos (2) - MEX México (1) - MDA Moldávia (4) - MON Mônaco (5) - MGL Mongólia (2) - MNE Montenegro (2) - NEP Nepal (1) - NOR Noruega (134) - NZL Nova Zelândia (15) - NED Países Baixos (41) - PAK Paquistão (1) - PAR Paraguai (1) - PER Peru (3) \| - POL Polônia (59) - POR Portugal (2) - KGZ Quirguistão (1) - CZE República Checa (85) - MKD República da Macedônia (3) - ROU Romênia (24) - RUS Rússia (226) - SMR San Marino (2) - SRB Sérvia (8) - SWE Suécia (106) - SUI Suíça (168) - THA Tailândia (2) - TPE Taipé Chinês (3) - TJK Tajiquistão (1) - TLS Timor-Leste (1) - TOG Togo (2) - TGA Tonga (1) - TUR Turquia (6) - UKR Ucrânia (43) - UZB Uzbequistão (3) - VEN Venezuela (1) - ZIM Zimbabwe (1) \| | | | |
| IND. ^ Inicialmente os atletas da Índia competiram sob a Bandeira Olímpica e de forma independente (IOP). A Associação Olímpica Indiana foi suspensa em dezembro de 2012 quando foi acusada de eleger dirigentes denunciados por irregularidades. Em 11 de fevereiro, a Associação Olímpica da Índia foi readmitida no Comitê Olímpico Internacional e assim os atletas indianos puderam competir com sua bandeira até o restante dos Jogos. | | | |
| - ALB Albânia (2) - GER Alemanha (153) - AND Andorra (6) - ARG Argentina (7) - ARM Armênia (4) - AUS Austrália (61) - AUT Áustria (130) - AZE Azerbaijão (4) - BEL Bélgica (7) - BER Bermudas (1) - BLR Bielorrússia (24) - BIH Bósnia e Herzegovina (5) - BRA Brasil (13) - BUL Bulgária (18) - CAN Canadá (221) - KAZ Cazaquistão (52) - CHI Chile (6) - CYP Chipre (2) - CHN China (66) - KOR Coreia do Sul (71) - CRO Croácia (11) - DEN Dinamarca (12) | - DMA Dominica (2) - SVK Eslováquia (62) - SLO Eslovênia (66) - ESP Espanha (20) - USA Estados Unidos (230) - EST Estônia (24) - PHI Filipinas (1) - FIN Finlândia (103) - FRA França (105) - GEO Geórgia (4) - GBR Grã-Bretanha (56) - GRE Grécia (7) - HKG Hong Kong (1) - HUN Hungria (16) - CAY Ilhas Cayman (1) - ISV Ilhas Virgens Americanas (1) - IVB Ilhas Virgens Britânicas (1) - IND Índia (3)[IND] - IRI Irã (5) - IRL Irlanda (5) - ISL Islândia (5) - ISR Israel (5) | - ITA Itália (113) - JAM Jamaica (2) - JPN Japão (113) - LAT Letônia (58) - LIB Líbano (2) - LIE Liechtenstein (4) - LTU Lituânia (9) - LUX Luxemburgo (1) - MLT Malta (1) - MAR Marrocos (2) - MEX México (1) - MDA Moldávia (4) - MON Mônaco (5) - MGL Mongólia (2) - MNE Montenegro (2) - NEP Nepal (1) - NOR Noruega (134) - NZL Nova Zelândia (15) - NED Países Baixos (41) - PAK Paquistão (1) - PAR Paraguai (1) - PER Peru (3) | - POL Polônia (59) - POR Portugal (2) - KGZ Quirguistão (1) - CZE República Checa (85) - MKD República da Macedônia (3) - ROU Romênia (24) - RUS Rússia (226) - SMR San Marino (2) - SRB Sérvia (8) - SWE Suécia (106) - SUI Suíça (168) - THA Tailândia (2) - TPE Taipé Chinês (3) - TJK Tajiquistão (1) - TLS Timor-Leste (1) - TOG Togo (2) - TGA Tonga (1) - TUR Turquia (6) - UKR Ucrânia (43) - UZB Uzbequistão (3) - VEN Venezuela (1) - ZIM Zimbabwe (1) |

## Eventos
98 eventos em 15 disciplinas de 7 esportes compuseram o programa dos Jogos Olímpicos de Inverno de 2014. Há três disciplinas de patinação: artística, velocidade e velocidade em pista curta. O esqui está dividido em 6 disciplinas: alpino, cross-country, estilo livre, combinado nórdico, saltos de esqui e snowboard. Existem três modalidades de trenó: bobsleigh, luge e skeleton. Os outros três esportes são biatlo, curling, hóquei no gelo. Os números entre parênteses indicam o número de eventos de medalhas disputadas em cada disciplina esportiva:
| - Biatlo (11) - Bobsleigh (3) - Combinado nórdico (3) - Curling (2) - Esqui alpino (10) - Esqui cross-country (12) - Esqui estilo livre (10) - Hóquei no gelo (2) | - Luge (4) - Patinação artística (5) - Patinação de velocidade (12) - Patinação de velocidade em pista curta (8) - Salto de esqui (4) - Skeleton (2) - Snowboard (10) |

### Ampliação do programa
Em 6 de abril de 2011, o Comitê Olímpico Internacional incluiu no programa dos Jogos seis novas provas:
- Patinação artística por equipes;
- Saltos de esqui feminino,
- Revezamento misto de biatlo;
- Esqui half pipe;
- Revezamento por equipe de luge;

Em 4 de julho de 2011, o COI também decidiu incluir mais seis novas provas no programa:
- Esqui slopestyle;
- Snowboard slopestyle;
- Snowboard slalom paralelo

## Calendário
| CA | Cerimônia de abertura | ● | Competições | 1 | Finais | GE | Exibição de gala | CE | Cerimônia de encerramento |

| Fevereiro                              | Fevereiro                              | 6 Q | 7 S | 8 S | 9 D | 10 S | 11 T | 12 Q | 13 Q | 14 S | 15 S | 16 D | 17 S | 18 T | 19 Q | 20 Q | 21 S | 22 S | 23 D | Eventos |
| -------------------------------------- | -------------------------------------- | --- | --- | --- | --- | ---- | ---- | ---- | ---- | ---- | ---- | ---- | ---- | ---- | ---- | ---- | ---- | ---- | ---- | ------- |
| Cerimônias                             | Cerimônias                             |     | CA  |     |     |      |      |      |      |      |      |      |      |      |      |      |      |      | CE   |         |
| Biatlo                                 | Biatlo                                 |     |     | 1   | 1   | 1    | 1    |      | 1    | 1    |      |      | 1    | 1    | 1    |      | 1    | 1    |      | 11      |
| Bobsleigh                              | Bobsleigh                              |     |     |     |     |      |      |      |      |      |      | ●    | 1    | ●    | 1    |      |      | ●    | 1    | 3       |
| Combinado nórdico                      | Combinado nórdico                      |     |     |     |     |      |      | 1    |      |      |      |      |      | 1    |      | 1    |      |      |      | 3       |
| Curling                                | Curling                                |     |     |     |     | ●    | ●    | ●    | ●    | ●    | ●    | ●    | ●    | ●    | ●    | 1    | 1    |      |      | 2       |
| Esqui alpino                           | Esqui alpino                           |     |     |     | 1   | 1    |      | 1    |      | 1    | 1    | 1    |      | 1    | 1    |      | 1    | 1    |      | 10      |
| Esqui cross-country                    | Esqui cross-country                    |     |     | 1   | 1   |      | 2    |      | 1    | 1    | 1    | 1    |      |      | 2    |      |      | 1    | 1    | 12      |
| Esqui estilo livre                     | Esqui estilo livre                     | ●   |     | 1   |     | 1    | 1    |      | 1    | 1    |      |      | 1    | 1    |      | 2    | 1    |      |      | 10      |
| Hóquei no gelo                         | Hóquei no gelo                         |     |     | ●   | ●   | ●    | ●    | ●    | ●    | ●    | ●    | ●    | ●    | ●    | ●    | 1    | ●    | ●    | 1    | 2       |
| Luge                                   | Luge                                   |     |     | ●   | 1   | ●    | 1    | 1    | 1    |      |      |      |      |      |      |      |      |      |      | 4       |
| Patinação artística                    | Patinação artística                    | ●   |     | ●   | 1   |      | ●    | 1    | ●    | 1    |      | ●    | 1    |      | ●    | 1    |      | GE   |      | 5       |
| Patinação de velocidade                | Patinação de velocidade                |     |     | 1   | 1   | 1    | 1    | 1    | 1    |      | 1    | 1    |      | 1    | 1    |      | ●    | 1    |      | 12      |
| Patinação de velocidade em pista curta | Patinação de velocidade em pista curta |     |     |     |     | 1    |      |      | 1    |      | 2    |      |      | 1    |      |      | 3    |      |      | 8       |
| Salto de esqui                         | Salto de esqui                         |     |     | ●   | 1   |      | 1    |      |      | ●    | 1    |      | 1    |      |      |      |      |      |      | 4       |
| Skeleton                               | Skeleton                               |     |     |     |     |      |      |      | ●    | 1    | 1    |      |      |      |      |      |      |      |      | 2       |
| Snowboard                              | Snowboard                              | ●   |     | 1   | 1   |      | 1    | 1    |      |      |      | 1    |      | 1    | 2    |      |      | 2    |      | 10      |
| Total de eventos                       | Total de eventos                       |     |     | 5   | 8   | 5    | 8    | 6    | 6    | 6    | 7    | 4    | 5    | 7    | 8    | 6    | 7    | 7    | 3    | 98      |
| Total acumulado                        | Total acumulado                        |     |     | 5   | 13  | 18   | 26   | 32   | 38   | 44   | 51   | 55   | 60   | 67   | 75   | 81   | 88   | 95   | 98   |         |
| Fevereiro                              | Fevereiro                              | 6 Q | 7 S | 8 S | 9 D | 10 S | 11 T | 12 Q | 13 Q | 14 S | 15 S | 16 D | 17 S | 18 T | 19 Q | 20 Q | 21 S | 22 S | 23 D | Eventos |

## Quadro de medalhas
Para ver o quadro completo, veja Quadro de medalhas dos Jogos Olímpicos de Inverno de 2014
     País sede destacado.
| Ordem | País               | Medalha de ouro | Medalha de prata | Medalha de bronze |    |
| ----- | ------------------ | --------------- | ---------------- | ----------------- | -- |
| 1     | RUS Rússia         | 11              | 9                | 9                 | 29 |
| 2     | NOR Noruega        | 11              | 5                | 10                | 26 |
| 3     | CAN Canadá         | 10              | 10               | 5                 | 25 |
| 4     | USA Estados Unidos | 9               | 7                | 12                | 28 |
| 5     | NED Países Baixos  | 8               | 7                | 9                 | 24 |
| 6     | GER Alemanha       | 8               | 6                | 5                 | 19 |
| 7     | SUI Suíça          | 6               | 3                | 2                 | 11 |
| 8     | BLR Bielorrússia   | 5               |                  | 1                 | 6  |
| 9     | AUT Áustria        | 4               | 8                | 5                 | 17 |
| 10    | FRA França         | 4               | 4                | 7                 | 15 |

## Emblema
"sochi2014.ru" é até agora o único emblema que contém um domínio de internet. O .ru no emblema é o domínio de internet da Rússia. O espelho entre o "Sochi" e o "2014" 'refletindo' significa a localização da cidade entre o mar e as montanhas. O principal componente deste logotipo são os aneís olímpicos que estão em tamanho grande, contrastando com a cor azul mostrando que Sóchi 2014 é um símbolo de progresso para o Movimento Olímpico. A mudança das cores e o design interior do resto do emblema encoraja as pessoas a se expressarem, misturando o emblema com imagens tradicionais ou então com uma visão ultra-moderna.

## Locais de competição

Locais das instalações no Parque Olímpico de Sóchi.

Zona da montanha na Clareira Vermelha (mapa interativo).

Os jogos foram realizados em dois clusters; um na área costeira de Sóchi, onde os eventos de gelo foram realizados, e outro na Clareira Vermelha, onde foram os eventos de neve.

### Parque Olímpico de Sóchi (Cluster do Litoral)
O Parque Olímpico de Sochi está localizado as margens Mar Negro, no Vale Imeretinsky, a apenas 4 km da fronteira da Rússia com a Geórgia. Os locais foram agrupados em torno de um lago artificial, onde localizaram-se a Praça das Medalhas e a Pira Olímpica, permitindo uma curta distância para todos os locais de competição. As novas instalações incluem:
- Estádio Olímpico de Fisht (40 000 espectadores) – Cerimônias de Abertura e Encerramento, premiações;[18]
- Domo de Gelo Bolshoi (12 000 espectadores) – Hóquei no gelo;[19]
- Shayba Arena (7 000 espectadores) – Hóquei no gelo;[20]
- Centro de Curling Cubo de Gelo (3 000 espectadores) – Curling;[21]
- Palácio de Patinação Iceberg (12 000 espectadores) – Patinação artística e patinação de velocidade em pista curta;[22]
- Arena Adler (8 000 espectadores) – Patinação de velocidade.[23]

A Vila Olímpica principal, além do Centro Internacional de Mídia estão localizados também no Centro Olímpico de Sóchi.

### Clareira Vermelha (Cluster da Montanha)
A Clareira Vermelha é um distrito de Sóchi e sediou os seguintes eventos:
- Centro de Esqui Cross-Country e Biatlo Laura (7 500 espectadores) – Biatlo e esqui cross-country;[26]
- Centro Alpino Rosa Khutor (7 500 espectadores) – Esqui alpino;[27]
- Centro de Saltos RusSki Gorki (7 500 espectadores) – Salto de esqui e combinado nórdico;[28]
- Centro de Sliding Sanki (5 000 espectadores) – Bobsleigh, luge e skeleton;[29]
- Parque Extreme Rosa Khutor – Esqui estilo livre (4 000 espectadores) e snowboard (6 250 espectadores).[30]